# Kamerik

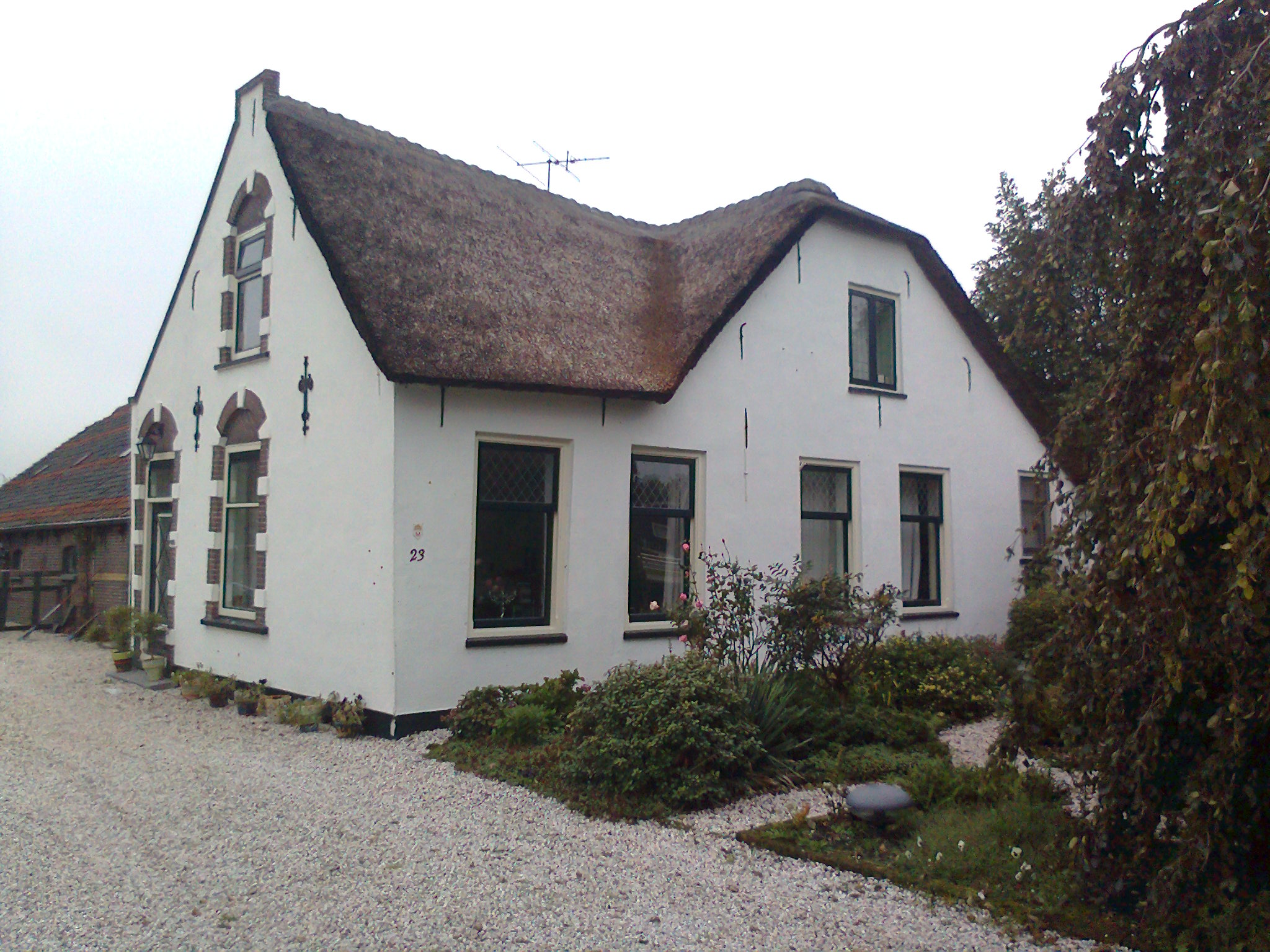
"De Zomer", edificio classificato come rijksmonument a Kamerik

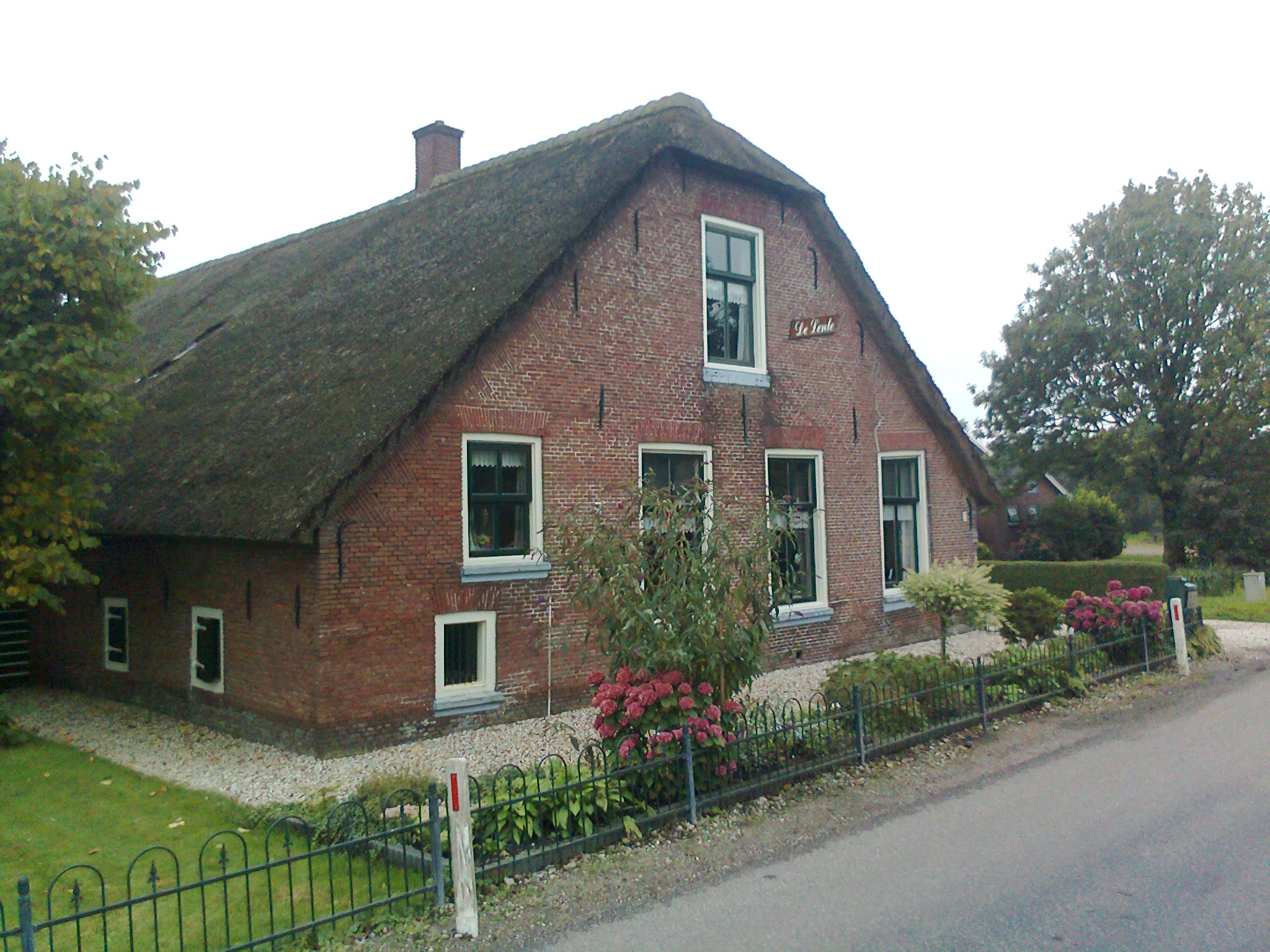
Edificio classificato dal tetto di paglia a Kamerik

Kamerik  è una località di circa 3.700 abitanti del centro dei Paesi Bassi, facente parte della provincia di Utrecht. Dal punto di vista amministrativo, si tratta di un-ex-comune, dal 1999 accorpato alla municipalità di Woerden.

## Etimologia
Il toponimo Kamerik, attestato anticamente come Kamerka (1131), Kamerick (1217), Camericken (1314) e Kamerijk (1840), deriva dal nome con cui in medio olandese si indicava la città francese di Cambrai, all'epoca importante sede vescovile.
Un'altra ipotesi, probabilmente errata, lo fa derivare dal toponimo frisone Hemrik.

## Geografia fisica

### Collocazione
Kamerik si trova tra Zegveld e Haarzuilens (rispettivamente ad est della prima e ad ovest della seconda), a circa 30 km ad ovest di Utrecht.

### Suddivisione amministrativa
L'ex-comune di Kamerik comprendeva, oltre al villaggio omonimo, il villaggio di Kanis e parte del villaggio di Woerdense Verlaat.

## Storia
La località è menzionata per la prima volta nel X secolo o nell'XI secolo, quando il vescovo di Utrecht consentì lo sfruttamento delle torbiere in loco
Nel 1715, la signoria di Kamerik passò nelle mani della famiglia Van Teylingen.
Nel 1811, fu istituito il comune di Kamerik, formato dalle signorie di Kamerik e Houtdijken.
Nel 1817 il comune fu diviso nelle municipalità di Kamerik-Houtdijken, Kamerik-Mijzijde, 's-Gravensloot, che nel 1857 furono però nuovamente accorpate, assieme all'ex-comune di Teckop, nella municipalità di Kamerik.
Fino alla seconda guerra mondiale, Kamerik possedeva un'unica strada, la Keerkstraat. In seguito, furono però costruiti nuovi edifici nella frazione di Kanis.
L'8 gennaio 1962 avvenne nel territorio comunale di Kamerik (segnatamente nella buurtschap di De Putkop) la più grave sciagura ferroviaria dei Paesi Bassi, nota come disastro ferroviario di Harmelen (dalla vicina località di Harmelen), sciagura che causò 93 morti.
Nel 1989, la municipalità di Kamerik fu accorpata, assieme al comune di Zegveld, alla municipalità di Woerden.

## Stemma
Nello stemma di Kamerik sono raffigurate tre croci di Sant'Andrea di color rosso su sfondo giallo.
Questo stemma è derivato da quello dei signori di Strijen.

## Monumenti e luoghi d'interesse
Kamerik conta 22 edifici classificati come rijksmonumenten e 18 edifici classificati come gemeentelijke monumenten.

### Chiesa di Sant'Ippolito
Tra i principali edifici di Kamerik, figura la chiesa di Sant'Ippolito, risalente al 1914.

## Sport
- Dal 1969 al 1998, si svolse a Kamerik una corsa ciclistica, il Criterium di Kamerik[10]